# Matti Kärki
Matti Kärki (ur. 13 grudnia 1972 w Sztokholmie) – szwedzki muzyk, kompozytor, wokalista i autor tekstów. Matti Kärki znany jest przede wszystkim z wieloletnich występów w grupie muzycznej Dismember, której był członkiem w latach 1990–2011. Wraz z zespołem uzyskał m.in. nominację do nagrody szwedzkiego przemysłu fonograficznego Grammis. Wcześniej występował równolegle w zespołach Carbonized i General Surgery. W latach 1989–1990 był związany z zespołem Carnage. Przez krótki okres był także wokalistą formacji Therion. Był także członkiem zespołu Murder Squad, sesyjnie współpracował z grupą Adversary. Zaśpiewał ponadto gościnnie na płytach zespołów At the Gates i Desultory. Jako autor tekstów współpracował z kwartetem Grave.